# Horace White
Horace White, född 7 oktober 1865 i Buffalo, New York, död 26 november 1943 i New York, var en amerikansk republikansk politiker.
White studerade vid Union College i Schenectady. Han var ledamot av delstatens senat 1896–1908 och viceguvernör i New York 1909–1910.
Han tillträdde som guvernör när Charles Evans Hughes blev utnämnd till USA:s högsta domstol i oktober 1910. Han tjänstgjorde som guvernör till slutet av det året och efterträddes vid årsskiftet av demokraten John Alden Dix.
Han var brorson till diplomaten Andrew Dickson White.